# Dorothee von Dadelsen
Dorothee von Dadelsen, geborene Dovifat (* 5. September 1920 in Stettin; † 5. April 2016 in Tübingen), war eine deutsche Journalistin.

## Leben
Dorothee Dovifat wuchs als Tochter des Publizistikwissenschaftlers Emil Dovifat in einem liberal-katholischen Elternhaus als Schwester zweier Brüder auf. Sie wurde im Fach Germanistik zum Dr. phil. promoviert.
Nach dem Zweiten Weltkrieg war Dovifat Kulturjournalistin für Neue Zeit, Die Frau von heute und Der Tag, bei dem sie das Feuilleton leitete. 1947 war sie Mitbegründerin der Jungen Union.
Von Dadelsen beendete ihre journalistische Tätigkeit in Berlin, als sie 1953 mit ihrem Mann, dem evangelischen Musikwissenschaftler Georg von Dadelsen (1918–2007), den sie 1947 geheiratet hatte, nach Tübingen zog. Der 1948 geborene Komponist und Musikschriftsteller Hans-Christian von Dadelsen ist eines der Kinder des Paares. In Tübingen war Dorothee von Dadelsen von 1954 bis 1961 sowie von 1980 bis 1985 Stadträtin für die CDU. Zudem war sie ehrenamtliche Richterin am Verwaltungsgericht Sigmaringen.
2014 erschien unter ihrem Geburtsnamen die feuilletonistische Anthologie Zwischen Trümmern und Träumen mit ihren gebündelten Texten aus der Zeit in Berlin.

## Schriften
- Mörikes Landschaft. Dissertation an der Philosophischen Fakultät der Universität Berlin, 1945, DNB 571900992 (Ms.)
- Vom Schnee – vom Licht. 33 Gedichte. Fischer, Aachen, 1996, ISBN 3-89514-057-0
- (Hrsg.): Emil Dovifat: Die publizistische Persönlichkeit: in Memoriam Emil Dovifat zum 100. Geburtstag am 27. Dezember 1990. Walter de Gruyter, Berlin, 1990, ISBN 3-11-012335-5
- Dorothee Dovifat: Zwischen Trümmern und Träumern. Feuilletonistische Streiflichter Berlins von 1945 bis 1953. Mit einem Nachw. von Erhard Schütz. verlag für berlin-brandenburg (vbb), Berlin, 2014, ISBN 978-3-945256-08-4